# 44 (tal)
44 er et lige heltal og det naturlige tal, som kommer efter 43 og efterfølges af 45.

## Matematik
44 er
- et Defektivt tal

## Andet
Desuden er 44:
- atomnummeret på grundstoffet ruthenium.
- international telefonkode for Storbritannien.